# Вагонетка

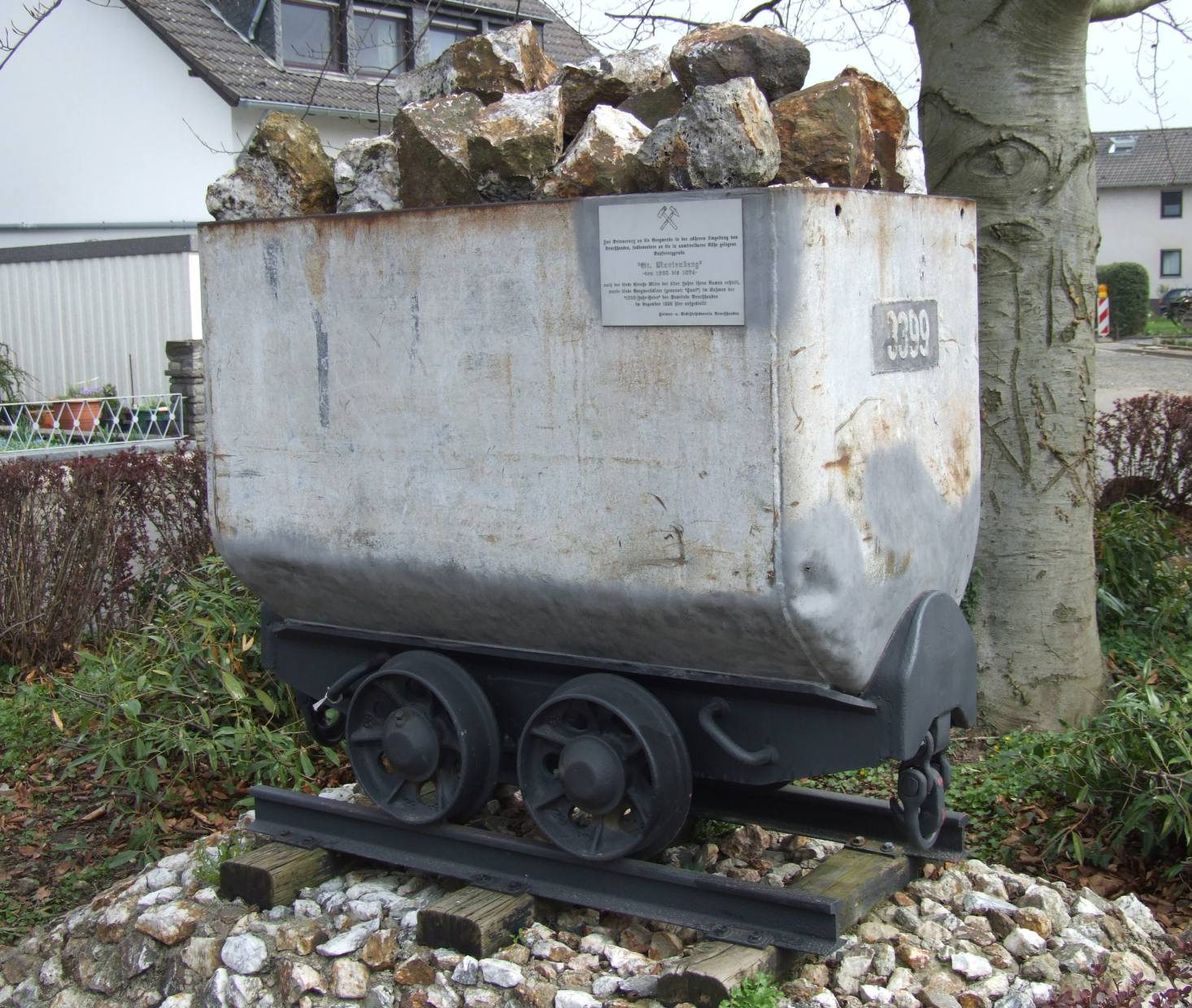
Вагонетка. Музейний експонат. Брухгаузен (Зібенгебірге)

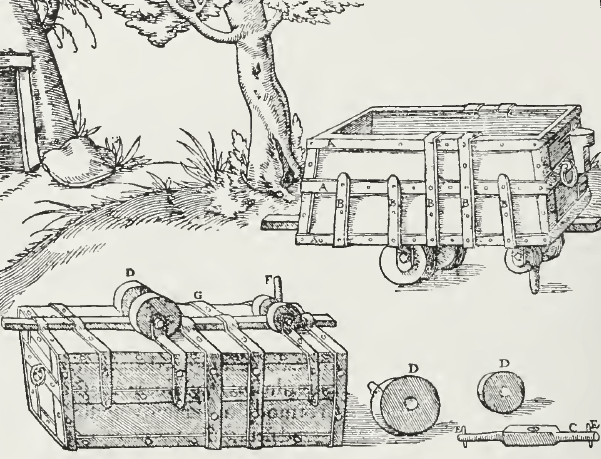
Вагонетка у пізньому середньовіччі (за Г.Агріколою).

Вагоне́тка (від фр. wagonnet — «вагончик») — відкритий вагон малої місткості (0,5—6 м³) для перевезення вантажів, який переміщується вузькими залізничними коліями усередині підприємств, на рудниках.

## Опис
Вагонетка — невеликий вагон, яким вузькоколійними шляхами перевозять на невелику віддаль вантажі, а іноді й людей. Використовується на кар'єрах, заводах, у шахтах. За призначенням вагонетки поділяють на вантажні, пасажирські і спеціальні. Вантажна вагонетка складається з кузова, рами, скатів, буферів та зчіпних пристроїв.
Розрізняють такі основні вантажні вагонетки: з глухим неперекидним та перекидним кузовом, з відкидним дном та з відкидним бортом.
Найбільш розповсюджені вантажні вагонетки з глухим неперекидним кузовом об'ємом до 4,2 м³ — для вугілля і до 9,5 м³ — для руди.
У кольоровій металургії та при геологорозвідувальних роботах використовують вагонетки об'ємом 0,35-1 м³ з глухим перекидним кузовом. Розвантаження такої вагонетки можливе в будь-якому пункті траси.
Вагонетки з відкидними днищами застосовують при шахтному будівництві та реконструкції вугільних підприємств, а також для транспортування вугілля та породи підземними виробками (вагонетки об'ємом 3,3-5,6 м³) і на промислових майданчиках (вагонетки об'ємом 1,5-2,5 м³).
Вагонетки з відкидним бортом місткістю 1,6; 2,5; 4,0 м³ використовують на діючих шахтах для транспортування руди та породи підземними виробками.
Пасажирські вагонетки використовують для перевезення людей горизонтальними або похилими підземними гірничими виробками.
Спеціальні вагонетки використовують в протипожежних підземних поїздах, для перевезення вибухівки, допоміжних матеріалів і обладнання, зокрема контейнерованих і пакетованих вантажів та ін.
У США на підприємствах вугільної промисловості застосовують переважно вантажні вагонетки з донним вивантаженням, в Польщі, Німеччині, Франції — з бічним.

## Стійкість вагонеток
Стійкість вагонетки поперечна — здатність вагонетки (вагона) втримуватися на рейках від перекидання на бік під впливом на неї інерційних чи інших зовнішніх сил (сили натягу каната тощо). Критерієм є кут, утворений вертикальною віссю симетрії з прямою, що з'єднує центр маси порожньої вагонетки з точкою дотику колеса з рейкою.
Стійкість вагонетки поздовжня — здатність вагонетки (вагона) втримуватися на рейках від перекидання вперед чи назад при дії на неї сили тяжіння, інерційних чи інших сил.
Коефіцієнт стійкості вагонеток характеризує стійкість вагонеток проти перекидання. Коефіцієнт дорівнює відношенню відновлюваного моменту, що прикладений до вагонетки, до моменту перекидання Кс = Мв/Мп. Стійкість, яка має витримуватися у поздовжньому і у поперечному напрямі, забезпечується у тому випадку, якщо результуюча всіх сил, що діють на вагонетку, проходить всередині контуру, що утворений з'єднанням точок дотику коліс з рейками. Небезпека втрати стійкості виникає при русі вагонетки по заокругленнях, шляхах зі значним похилом, при нерівномірному односторонньому завантаженні вагонетки, а також при різкій її зупинці. Коефіцієнт поздовжньої і поперечної стійкості має бути не меншим за 1,5.

## Галерея

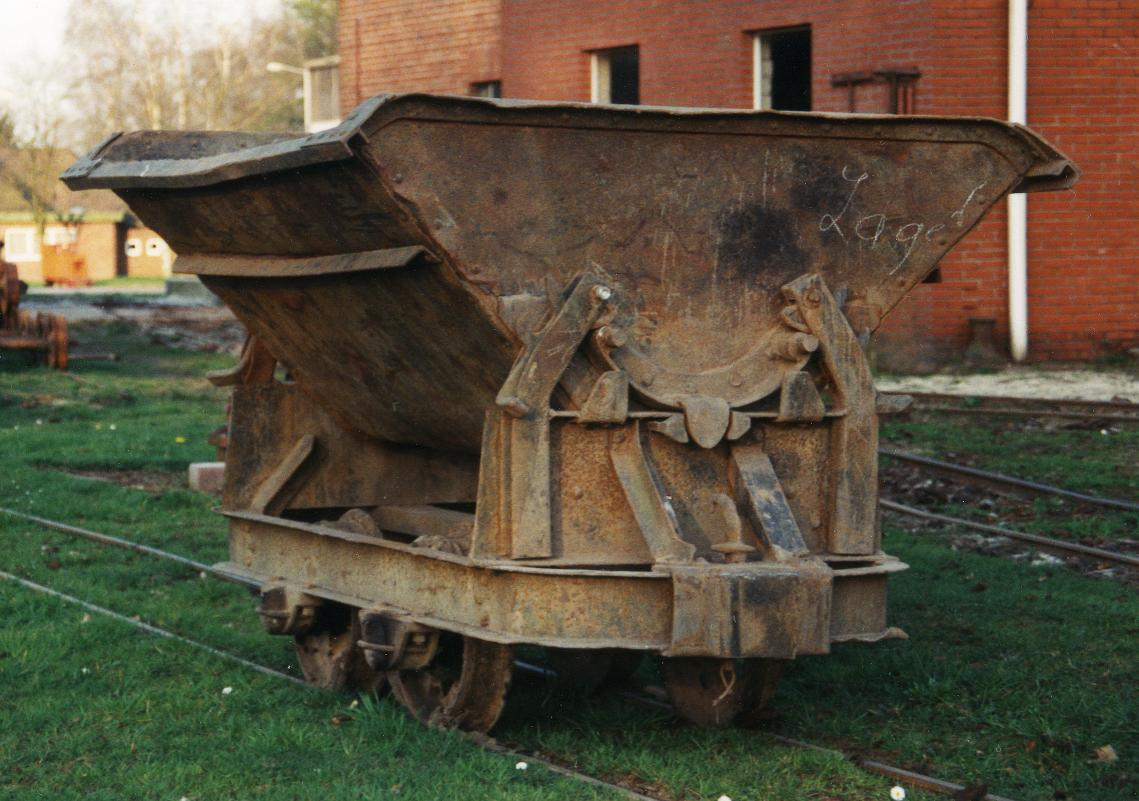
Музейний експонат
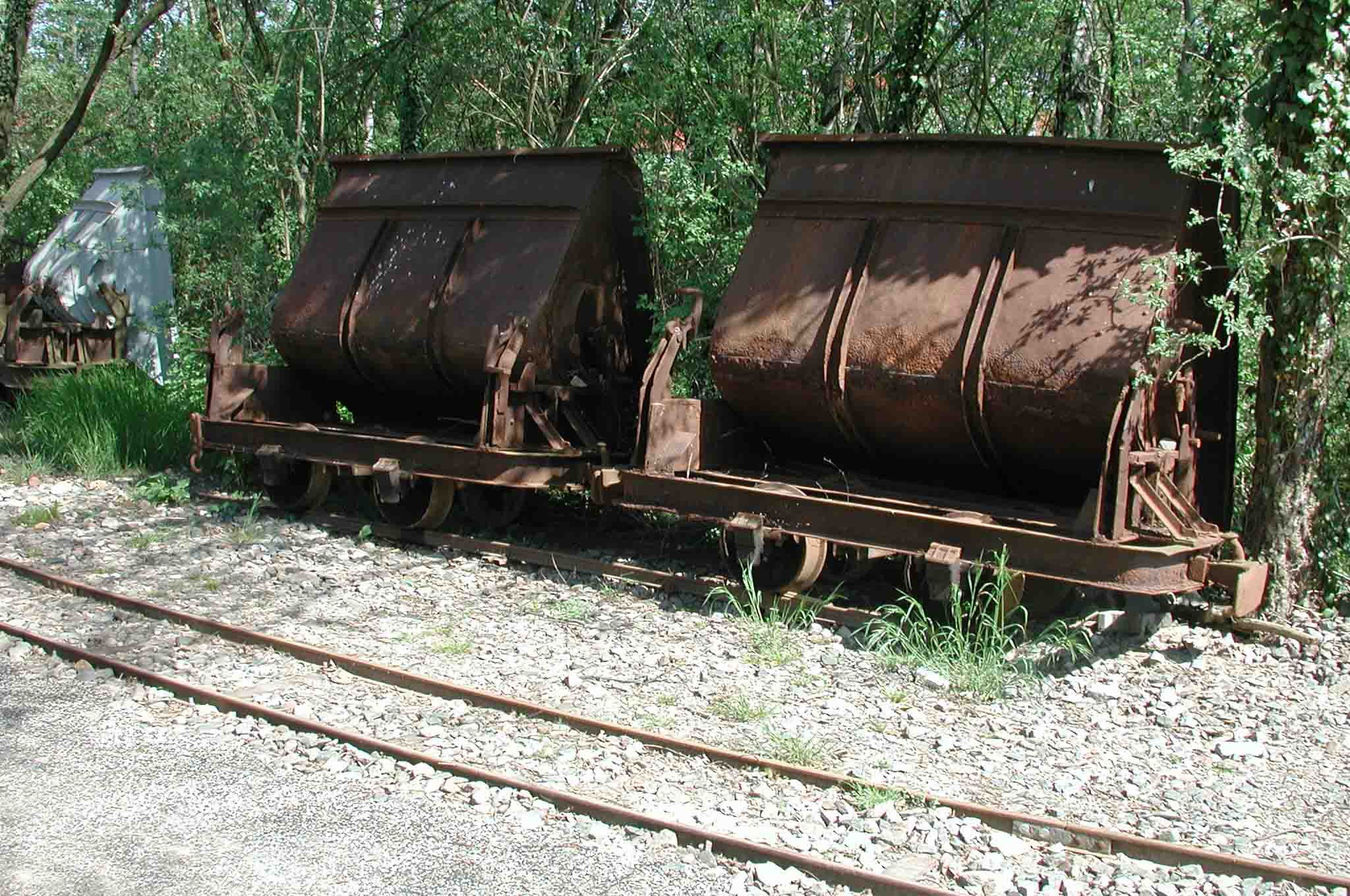
Музейний експонат
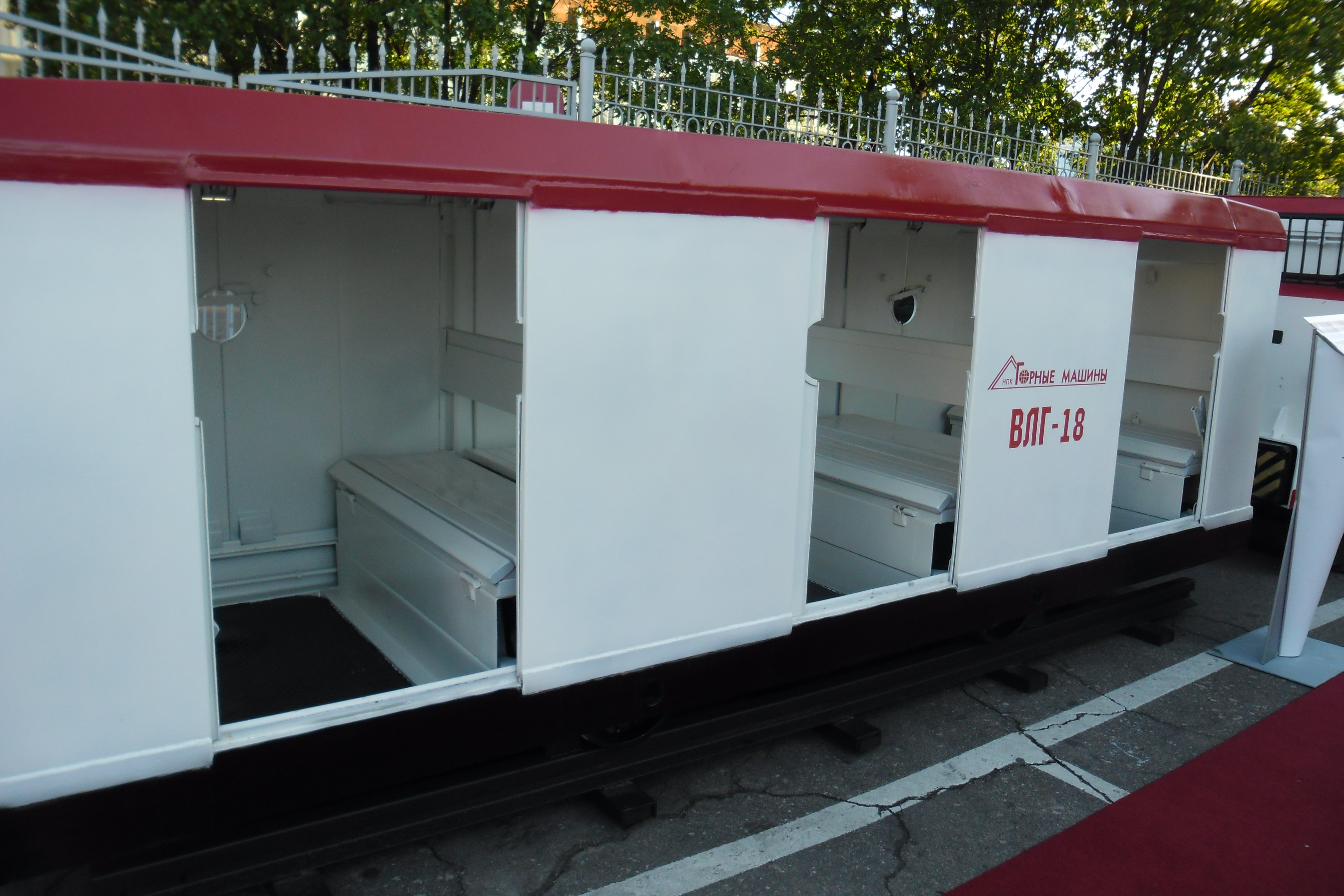
Сучасна модель
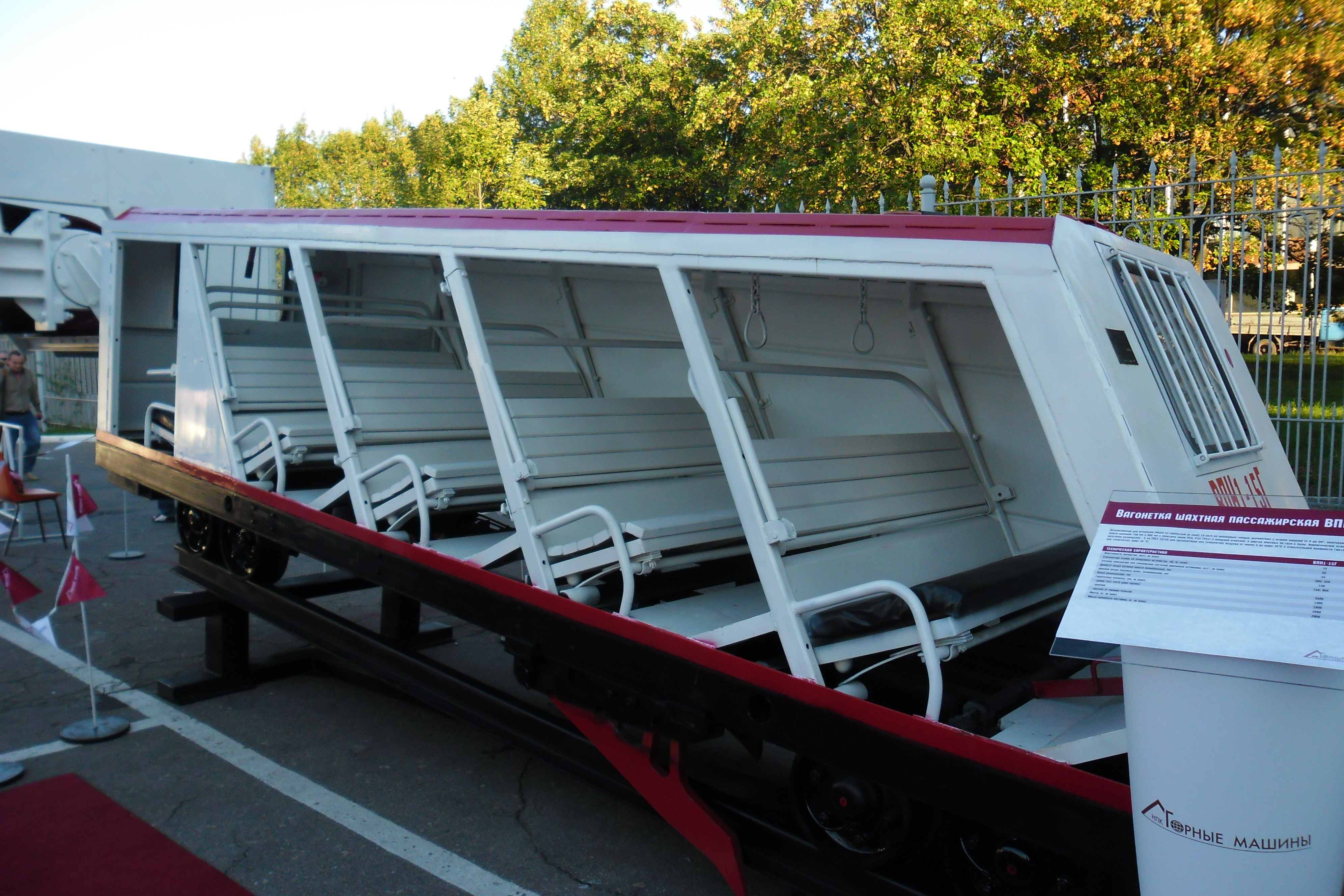
Сучасна модель